# Strongylosoma encrates
Strongylosoma encrates är en mångfotingart som beskrevs av Carl Graf Attems. Strongylosoma encrates ingår i släktet Strongylosoma och familjen orangeridubbelfotingar. Inga underarter finns listade i Catalogue of Life.